# Waupaca
Waupaca è un comune degli Stati Uniti d'America, situato nello Stato del Wisconsin, nella Contea di Waupaca, della quale è il capoluogo.